# Пеньки (Добрянский район)
Пеньки — деревня в Добрянском районе Пермского края России. Входит в состав Полазненского городского поселения.

## География
Деревня находится северо-восточнее посёлка городского типа Полазна, на правом берегу реки Полазны, близ её устья — при впадении в Камское водохранилище.

## История
Известна с 1762 года как деревня Пенки.

## Население
| 2010 |
| ---- |
| 29   |

Исторические данные о численности населения деревни:
| 160 | 196 | 150 | 119 |